# Лут
Лут или Лют (на арабски: لوط) е ислямски пророк, споменат в Корана. В Библията се споменава като Лот. Според ислямската традиция Лут е живял в град Ур и е племенник на пророка Ибрахим (библейският Аврам). Той мигрира с Ибрахим в Ханаан и му е отредена пророческа мисия в градовете Содом и Гомор. Както според Библията, така и според Корана, задачата на Лот била да проповядва срещу хомосексуализма и след като призивите му не били чути, Аллах унищожил двата града, като спасил него и семейството му. Основната разлика в двете книги е, че в Библията се споменава, че Лот извършил инцест с дъщерите си, докато мюсюлманите твърдят, че всички пророци са примери за подражание и не биха сторили такова нещо.

## История
В Корана се описва как група ангели посещава пророка Ибрахим, за да го благовестят за син и му съобщават също, че са изпратени при народа на Лут, за да го унищожат с дъжд от печена глина. Когато посещават Лут във форма на красиви младежи, той се изплашва, че жителите на града може да се опитат да ги нападнат. Те се събират и настояват да им ги предаде, но той отказва и в замяна им предлага дъщерите си, които те отказват, настоявайки да получат младежите. Те му разкриват, че са ангели и го предупреждават да тръгне със семейството си и малцината вярващи през нощта и да не се обръща назад, защото селищата, в който е изпратен (Содом и Гомор) ще бъдат унищожени и всеки обърнал се ще бъде сполетян от бедствието. Жена му, която не е вярваща, също е поразена:
| “ | 54 – 58. И рече Лут на своя народ: „Нима вършите скверността, въпреки че се виждате? Нима ходите със страст при мъжете вместо при жените? Да, вие сте хора невежи.“ А отговорът на народа му бе само да кажат: „Прогонете рода на Лут от нашето селище. Те били хора, които се пазят чисти.“ И спасихме него и неговото семейство освен жена му. Отредихме тя да бъде от оставащите. И изсипахме отгоре им дъжд [от нажежени камъни]. И колко лош е дъждът за предупредените!— превод Цветан Теофанов, I изд. | ” |

| “ | 77 – 79. И когато Нашите пратеници отидоха при Лут, той се натъжи за тях и отмаля [от страх] за тях, и рече: „Това е тежък ден.“ И дойде при него народът му, втурнат натам. И преди бяха вършили злини. Рече: „О, народе мой, ето ви моите щерки. Те са по-чисти за вас. Бойте се от Аллах и не ме опозорявайте пред гостите ми! Няма ли сред вас разумен мъж?“ Рекоха: „Вече си узнал, че нямаме нужда от твоите щерки. Знаеш какво искаме.“— превод Цветан Теофанов, I изд. | ” |

| “ | 61 – 74. И когато пратениците дойдоха при семейството на Лут, той каза: „Вие сте непознати хора.“ Казаха: „Да, дойдохме при теб с онова, за което се съмняват [твоите хора]. И ти донесохме правдата. Ние казваме истината. Тръгни със своето семейство в част от нощта и върви зад тях! И никой от вас да не се обърне! И продължете натам, където ви е повелено!“ И го предизвестихме с тази повеля, че коренът на тези ще бъде отсечен на сутринта. И дойдоха жителите на града зарадвани. Каза [Лут]: „Тези са ми гости. Не ме опозорявайте! Бойте се от Аллах! И не ме посрамвайте!“ Казаха: “Не те ли възпряхме от хората [да ти гостуват]? ”Каза: „Ето дъщерите ми, ако ще вършите!“ Кълна се в твоя живот [о, Мухаммад], те в своето опиянение се лутат! И Викът ги обзе при изгрев слънце. И преобърнахме селището надолу, и изсипахме над тях порой камъни от глина.— превод Цветан Теофанов, I изд. | ” |

Пророкът Лут се споменава още в сури 7, 26, 29, 37 и 54.

## Монумент
Гробницата на Лут се намира в село Бани Наим, провинция Хеброн на Западния бряг на река Йордан, Палестинска автономия. Тя се помещава в джамия с правоъгълен план и минаре. Тя се споменава за първо в литературата от християнския учен Йероним Блажени през 4 век. На отсрещния хълм са разположени гробниците на дъщерите му.